# Montagnac-sur-Lède
Montagnac-sur-Lède – miejscowość i gmina we Francji, w regionie Nowa Akwitania, w departamencie Lot i Garonna.
Według danych na rok 1990 gminę zamieszkiwało 259 osób, a gęstość zaludnienia wynosiła 13 osób/km² (wśród 2290 gmin Akwitanii Montagnac-sur-Lède plasuje się na 920. miejscu pod względem liczby ludności, natomiast pod względem powierzchni na miejscu 532.).